# Skoky do vody na Letních olympijských hrách 1948
Skoky do vody na Letních olympijských hrách v  Londýně.

## Medailisté

### Muži
| Kategorie | Zlato                                       | Stříbro                                        | Bronz                                    |
| --------- | ------------------------------------------- | ---------------------------------------------- | ---------------------------------------- |
| Prkno 3 m | Bruce Harlan · Spojené státy americké (USA) | Miller Anderson · Spojené státy americké (USA) | Sammy Lee · Spojené státy americké (USA) |
| Věž 10 m  | Sammy Lee · Spojené státy americké (USA)    | Bruce Harlan · Spojené státy americké (USA)    | Joaquín Capilla · Mexiko (MEX)           |

### Ženy
| Kategorie | Zlato                                          | Stříbro                                         | Bronz                                           |
| --------- | ---------------------------------------------- | ----------------------------------------------- | ----------------------------------------------- |
| Prkno 3 m | Vicki Dravesová · Spojené státy americké (USA) | Zoe Ann Olsenová · Spojené státy americké (USA) | Patsy Elsenerová · Spojené státy americké (USA) |
| Věž 10 m  | Vicki Dravesová · Spojené státy americké (USA) | Patsy Elsenerová · Spojené státy americké (USA) | Birte Christoffersenová · Dánsko (DEN)          |

## Přehled medailí
| Pořadí | Země                         | Zlato | Stříbro | Bronz | Celkově |
| ------ | ---------------------------- | ----- | ------- | ----- | ------- |
| 1.     | Spojené státy americké (USA) | 4     | 4       | 2     | 10      |
| 2.     | Dánsko (DEN)                 | 0     | 0       | 1     | 1       |
| 2.     | Mexiko (MEX)                 | 0     | 0       | 1     | 1       |
|        |                              |       |         |       |         |
| Celkem | Celkem                       | 4     | 4       | 4     | 12      |